# أنتوني بيفيلاكوا
أنتوني بيفيلاكوا (بالإنجليزية: Anthony Bevilacqua) هو عالم عقيدة أمريكي، ولد في 17 يونيو 1923 في بروكلين في الولايات المتحدة، وتوفي في 31 يناير 2012 في مقاطعة مونتغومري في الولايات المتحدة.

## وصلات خارجية
- أنتوني بيفيلاكوا على موقع إن إن دي بي (الإنجليزية)